# Гирла-Маре
Гирла-Маре (рум. Gârla Mare) — комуна у повіті Мехедінць в Румунії. До складу комуни входить єдине село Гирла-Маре.
Комуна розташована на відстані 265 км на захід від Бухареста, 47 км на південь від Дробета-Турну-Северина, 83 км на захід від Крайови.

## Населення
За даними перепису населення 2002 року у комуні проживали 5416 осіб.
Національний склад населення комуни:
| Національність | Кількість осіб | Відсоток |
| -------------- | -------------- | -------- |
| румуни         | 4154           | 76,7%    |
| цигани         | 1259           | 23,2%    |
| угорці         | 2              | < 0,1%   |
| німці          | 1              | < 0,1%   |

Рідною мовою назвали:
| Мова      | Кількість осіб | Відсоток |
| --------- | -------------- | -------- |
| румунська | 4579           | 84,5%    |
| циганська | 837            | 15,5%    |

Склад населення комуни за віросповіданням:
| Релігія        | Кількість осіб | Відсоток |
| -------------- | -------------- | -------- |
| православні    | 5306           | 98,0%    |
| п'ятдесятники  | 46             | 0,8%     |
| бретрени       | 22             | 0,4%     |
| адвентисти     | 11             | 0,2%     |
| лютерани       | 11             | 0,2%     |
| реформати      | 2              | < 0,1%   |
| греко-католики | 1              | < 0,1%   |

## Зовнішні посилання
- Дані про комуну Гирла-Маре на сайті Ghidul Primăriilor [Архівовано 5 липня 2009 у Wayback Machine.]